# Krzysztof Klimek
Krzysztof Piotr Klimek (* 14. Juli 1962 in Warschau, Polen) ist ein polnischer Offizier im Dienstgrad des Brigadegenerals (BOR).

## Leben
Die Höhere Polizeischule (Wyższa Szkoła Policji) in Szczytno schloss er im Jahr 1997 mit dem Offizierspatent ab. Anschließend studierte er an der Hochschule für Informatik, Management und Verwaltungswissenschaft (Wyższa Szkoła Informatyki, Zarządzania i Administracji) in Warschau und schloss die Studien im Jahr 2008 als Magister ab. Bereits seit dem Jahr 1985 ist er beruflich im Personenschutz am Regierungsschutzbüro (Biuro Ochrony Rządu) tätig. Ab 2001 war er Befehlshaber in der Abteilung für den Schutz des jeweiligen Ministerpräsidenten der Republik Polen und ab 2007 Vorsteher der Abteilung für Schutzmaßnahmen. Er war ebenfalls zuständig für Schutzmaßnahmen bei den polnischen Botschaften in Bagdad und Kabul.
Für den Einsatz und die Verdienste bei der Organisation, Management und Verwaltung des Regierungsschutzes erhielt Klimek im Jahr 1997 das Verdienstkreuz der Republik Polen in Bronze und 2003 das Verdienstkreuz in Silber.
Von 2008 bis Januar 2013 war er Leiter einer Einheit, die für den Schutz des Ministerpräsidenten Polens Donald Tusk zuständig war. Ende Januar 2013 wurde er stellvertretend zum Chef des BOR und war für den Schutz der polnischen Staatsregierung zuständig. Nach der Dimission des Vorgesetzten Divisionsgenerals  Marian Janicki übernahm er als amtierender Chef dessen Bereich und am 22. März 2013 erfolgte die Berufung zum Chef des Biuro Ochrony Rządu (BOR). 
Am 12. Juni 2014 wurde Krzysztof Klimek, von dem Präsidenten der Republik Polen Bronisław Komorowski aus, zum Brigadegeneral (BOR) befördert. Seit dem 4. Dezember 2015 ist er im Ruhestand.

## Auszeichnungen
- 1997: Verdienstkreuz der Republik Polen in Bronze
- 2003: Verdienstkreuz der Republik Polen in Silber
- 1997: Medaille Für Verdienste um die Landesverteidigung in Bronze
- 2005: Medaille Für Verdienste um die Landesverteidigung in Silber
- 2011: Stern des Iraks (Gwiazda Iraku)
- 2011: Stern des Afghanistans (Gwiazda Afganistanu)